# Viscount Bridport

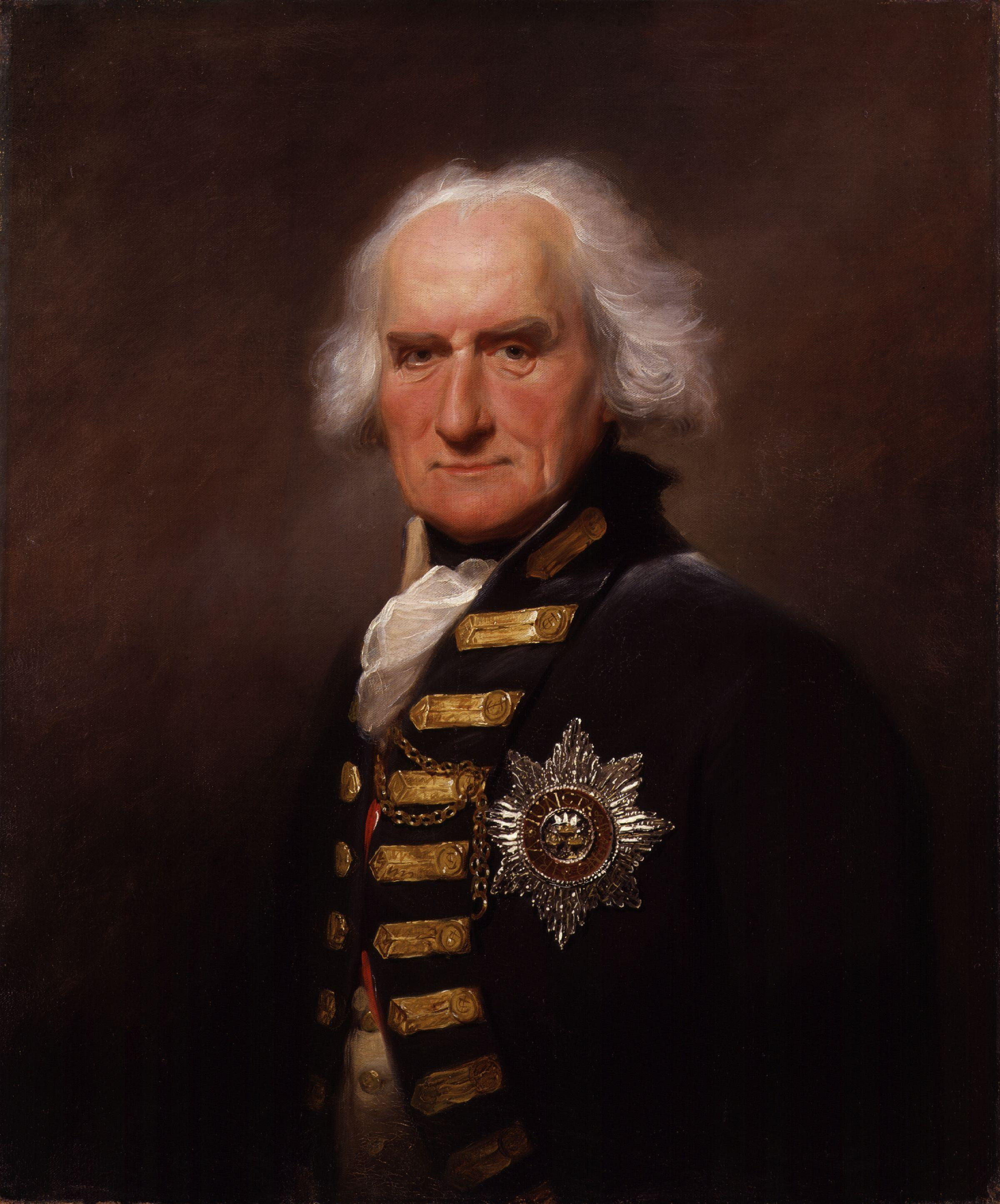
Alexander Hood, 1. Viscount Bridport

Viscount Bridport, of Cricket St. Thomas in the County of Somerset, ist ein erblicher britischer Adelstitel, der zweimal verliehen wurde und von Angehörigen eines Zweiges der berühmten Seefahrerfamilie Hood getragen wird.

## Verleihungen
Erstmals geschaffen wurde der Titel am 16. Juni 1800 in der Peerage of Great Britain für Admiral Alexander Hood, den jüngeren Bruder des ebenfalls britischen Admirals Samuel Hood, 1. Viscount Hood. Dieser hatte an mehreren erfolgreichen Seeschlachten des Ersten Koalitionskrieges teilgenommen. Als dieser 1814 ohne männlichen Abkömmling starb, erlosch der Titel.
Die zweite Verleihung erfolgte am 6. Juli 1868 in der Peerage of the United Kingdom an einen Urenkel des Bruders des ersten Viscounts Alexander Nelson Hood. Dieser war General in der British Army und ein hochrangiger Bediensteter am Hofe Königin Victorias.

## Nachgeordneter Titel
Der erste Viscount erhielt bereits seit 1794 den Titel Baron Bridport, der  zur Peerage of Ireland gehört. Dieser war mit einem besonderen Vermerk verliehen worden, dass er in Ermangelung männlicher Abkömmlinge auch auf den Großneffen Samuel Hood und dessen männlichen Abkömmlinge und höchst hilfsweise auch auf die männlichen Abkömmlinge des Onkels Alexander Hood vererbt werden könne. Das geschah dann auch beim Tode des ersten Viscounts. Dieser Titel wird heute als nachgeordneter Titel der Viscountswürde geführt.

## Weitere Titel
Der erste Viscount erhielt 1796 den Titel eines Baron Bridport, of Cricket St. Thomas in the County of Somerset. Diese Würde, die zur Peerage of Great Britain gehörte und anders als der irische Titel mit einem automatischen Sitz im House of Lords verbunden war, erlosch 1814 mit seinem Tode. 
Der zweite Baron Bridport heiratete Lady Charlotte Nelson, 3. Herzogin von Bronte, wodurch das sizilianische Herzogtum Bronte von ihrem berühmten Onkel und Seehelden Admiral Lord Nelson in die Familie Hood kam. Deren einziger überlebender Sohn wurde dann 1868 zum Viscount Bridport erhoben.

## Liste der Viscounts und Barone Bridport

### Barons Bridport (1794)
- Alexander Hood, 1. Baron Bridport (1726–1814) (1800 zum Viscount Bridport erhoben)

### Viscounts Bridport, erste Verleihung (1800)
- Alexander Hood, 1. Viscount Bridport (1726–1814)

### Barons Bridport (1794, Fortsetzung)
- Samuel Hood, 2. Baron Bridport (1788–1868)
- Alexander Nelson Hood, 3. Baron Bridport (1814–1904) (1868 zum Viscount Bridport erhoben)

### Viscounts Bridport, zweite Verleihung (1868)
- Alexander Nelson Hood, 1. Viscount Bridport (1814–1904)
- Arthur Wellington Alexander Nelson Hood, 2. Viscount Bridport (1839–1924)
- Rowland Arthur Herbert Nelson Hood, 3. Viscount Bridport (1911–1969)
- Alexander Nelson Hood, 4. Viscount Bridport (* 1948)

Titelerbe (Heir apparent) ist der älteste Sohn des jetzigen Viscounts, Hon. Peregrine Alexander Nelson Hood (* 1974).